# Binbōgami

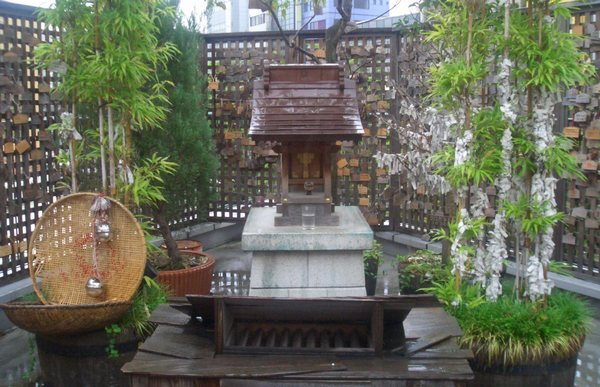
Santuario Binbōgami (Binbōgami Jinja), Kōtō, Tokyo, Giappone.

Binbōgami (貧乏神?, lett. "kami della povertà") è un kami del folclore giapponese che si dice abiti una persona o la sua casa, portando povertà e miseria. Riferimenti al binbōgami compaiono in racconti classici giapponesi, saggi e spettacoli rakugo.

## Descrizione
I binbōgami appaiono come vecchi sporchi con un corpo emaciato, viso pallido ed espressione triste, che spesso porta un ventaglio di carta (shibu-uchiwa), ma indipendentemente dall'aspetto in cui appaiono, si dice che amino le persone pigre. Quando infestano una casa, preferiscono vivere negli armadi. Secondo il poeta Nakamura Kōgyō, i binbōgami hanno una predilezione per il miso e usano i loro ventagli per diffonderne e goderne l'aroma.
Essendo un kami, un binbōgami non può essere ucciso, ma esistono metodi per scacciarne uno. Nella prefettura di Niigata, si dice che accendere un fuoco nell'irori (focolare incassato) durante l'Ōmisoka (la vigilia di Capodanno) allontani i binbōgami a causa del calore. Al contrario, si dice che il calore attiri i Fukugami (kami della buona fortuna). Diverse superstizioni collegano il binbōgami all'irori. A Tsushima, distretto di Kitauwa, Ehime (ora parte di Uwajima), si dice che attizzare eccessivamente il fuoco dell'irori evochi un binbōgami.

## Nella letteratura
La personificazione della povertà compare già nella raccolta del XIII secolo  (沙石集?, Raccolta di sabbia e ciottoli), Vol. 8, Racconto 14 ("Scacciare la povertà"). Qui, l'entità è chiamata "Hinkyū-den" (貧窮殿?, Signore Povertà). La storia descrive un monaco cinquantenne di nome Enjōbō, originario della provincia di Owari, che, insieme ai suoi discepoli, l'ultimo giorno del mese scacciò Hinkyū-den dalla sua residenza colpendolo con rami di pesco mentre recitava incantesimi, chiudendo infine il cancello alle sue spalle.
Il termine "binbōgami" risale almeno al periodo Muromachi. I documenti di Kyoto, devastata dalla guerra Ōnin, menzionano una voce del giugno 1481: "Le mogli dei Fukugami (Dei della Fortuna) di Sakai sono entrate nella capitale (Kyoto), e i mariti, i Binbōgami di Kyoto, sono scesi a Sakai". Ciò riflette la disperata speranza degli abitanti della città per la ripresa di Kyoto. Questo racconto descrive anche i binbōgami come divinità maschili.
Il termine appare in renga in Moretake Senku (守武千句?) di Arakida Moritake, composto intorno al 1540.
Nel Toen Shōsetsu (兎園小説?, Romanzo del giardino del coniglio) del 1825 di Kyokutei Bakin e altri, presenta un "Kyūki" (窮鬼?, Demone della povertà):
Nella raccolta di saggi di Tsumura Soan Tankai (譚海?) del 1795 circa:
Il Nippon Eidaigura (日本永代蔵?) del 1688 di Ihara Saikaku, include la storia "Inoru shirushi no kami no oshiki" (祈る印の神の折敷?, Il vassoio di Oshiki come segno di preghiera):

## Culto

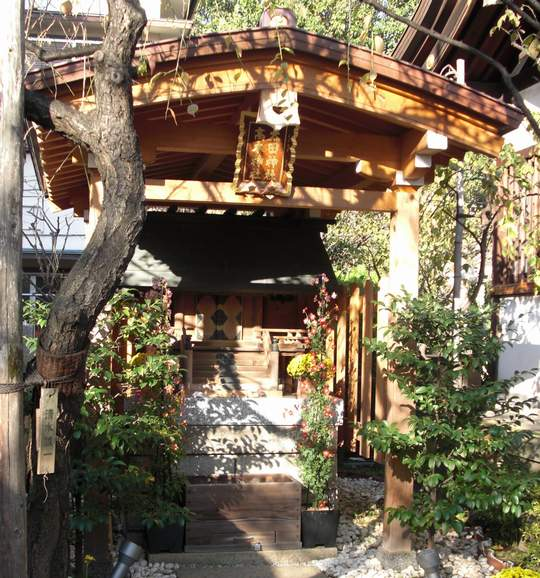
Santuario di Ōta (all'interno del santuario Ushi-Tenjin Kitano), Bunkyō, Tokyo

Il binbōgami del Nippon Eidaigura, capace di trasformare la povertà in fortuna, è custodito nel santuario di Ōta, situato all'interno del santuario Kitano (noto anche come Ushi-Tenjin) a Kasuga, Bunkyō, Tokyo. Si ritiene che pregando nel santuario, accogliendo temporaneamente il binbōgami nella propria casa e poi salutandolo rispettosamente dopo 21 giorni di venerazione, si possano recidere i legami con la povertà.
Il tempio Myōsen-ji di Taitō, Tokyo, custodisce una statua in pietra di un binbōgami. Questa statua è specificamente modellata sul popolare personaggio di Binbōgami (Re Bomby) disegnato da Takayuki Doi per la serie di videogiochi Hudson Soft Momotaro. La statua si chiama "Binbō ga Saru (saru) Zō" (貧乏が去る（猿）像?), un gioco di parole che significa "Statua della povertà che se ne va", poiché saru significa sia "andare via" che " scimmia ". Di conseguenza, la statua raffigura una scimmia che cavalca la testa del binbōgami.
Statue simili di "Binbō ga Saru Zō" basate sullo stesso personaggio del gioco sono state installate anche alla stazione di Kinashi nella città di Takamatsu, prefettura di Kagawa, alla stazione di Sasebo nella città di Sasebo, prefettura di Nagasaki e alla stazione di Nakanomachi sulla linea ferroviaria elettrica Chōshi . Inoltre sulla linea ferroviaria elettrica Chōshi sono presenti statue correlate: una alla stazione di Kasagami-Kurohae con un fagiano (kiji) sulla testa, un gioco di parole su "binbō o tori (tori)" (貧乏を取り（鳥）?) che significa "Povertà che prende (Uccello)" poiché tori significa sia "prendere" che "uccello", e un'altra alla stazione di Inuboh con un cane (inu) sulla testa, un gioco di parole su "binbō ga inu (inu)" (貧乏が去ぬ（犬）?), che significa "Povertà che lascia (Cane)" poiché inu significa sia "lasciare" che "cane".
In relazione alla teoria secondo cui ai binbōgami piace il miso tostato, fino al 1877 circa si teneva a Senba, presso Osaka, un rituale per salutare gli dei della povertà. Alla fine di ogni mese, il miso veniva tostato nelle case dei mercanti di Senba e il capo impiegato ne portava un piatto in ogni casa, riempiendo l'ambiente di un profumo fragrante. Al momento opportuno, il miso tostato veniva spezzato a metà. Si dice che questo avrebbe intrappolato il dio della povertà, che sarebbe uscito di casa attratto dall'odore del miso tostato en rimaneva intrappolato. Il capo impiegato gettava quindi il miso tostato nel fiume e si assicurava di rimuovere l'odore del miso prima di andarsene per non invitare di nuovo gli dei della povertà.
Il proverbio "Kaki uchiwa wa binbōgami ga tsuku" (柿団扇は貧乏神がつく?, Un ventaglio di legno di cachi attira i binbōgami) deriva dalla convinzione che i binbōgami siano attaccati a questo tipo di ventagli.